# 血型

最常用的血型系统：根据红细胞表面的ABO抗原种类分型

血型是对血液分类的方法，通常是指紅血球的分型，其依据是红细胞表面是否存在某些可遗传的抗原物质。抗原物质可以是蛋白质、糖类、糖蛋白或者糖脂。通常一些抗原来自同一基因的等位基因或密切连锁的几个基因的编码产物，这些抗原就组成一个血型系统。在人类，目前已经发现并为国际输血协会承认的血型系统有30種，其中又以ABO血型系统和Rh血型系统（恒河猴因子）最為重要。血型系统对输血具有重要意义，以不相容的血型輸血可能导致溶血反應的发生，造成溶血性貧血、腎衰竭、休克以致死亡。新生儿溶血症也和血型密切相关。
一般来说，一个人的血型保持终生不變，但在很罕见的例子中，也有可能通过感染、恶性肿瘤或自身免疫病引起的抗体增加或抑制而改变。另一种更常见的血型改变的原因是骨髓移植。

## 发现史及意义
人类最早认识的血型系统是ABO血型系统。1900年，奥地利维也纳大学病理研究所的卡尔·兰德施泰纳发现，健康人的血清对不同人类个体的红细胞有凝聚作用。如果把取自不同人的血清和红细胞成对混合，可以分为A、B、C（后改称O）三个组。后来，他的学生Decastello和Sturli又发现了第四组，即AB组。
数年后，兰德施泰纳等人又发现了其他独立的血型系统，如MNS血型系统、Rh血型系统等。1930年，兰德施泰纳获得了诺贝尔生理学或医学奖。
几十年来，新的血型系统不断被报道，由1935年成立的国际输血协会专门负责认定与命名工作。得到承认的30种人类血型系统包括超过600种抗原，但其中大部分都非常罕见。
血型的发现开创了免疫血液学、免疫遗传学等新兴学科，对临床输血工作具有非常重要的意义。血型系统也曾广泛应用于法医学以及亲子鉴定中，但目前已经逐渐被更为精确的基因学方法所取代。

## 人类的血型系统
在30种人类血型系统中，最为重要的是“ABO血型系统”和“Rh血型系统”。通常医院中进行的血型检查也只有这两项指标，例如，一位血液是AB型同时是Rh阳性的人，其血型可以简写为AB+。

### ABO血型系统

ABO血型系統 - 圖中顯示碳水化合物鏈，其中確定ABO血型

人類的血液內有以下的抗原、抗體，組成不同的血型：
- A型血的人紅血球表面有A型抗原；他們的血清中會產生對抗B型抗原的抗體。一個血型為A型的人只可接受A型或O型的血液。
- B型血的人跟A型血的人相反，他們紅血球表面有B型抗原；血清中會產生對抗A型抗原的抗體。血型為B型的人亦只可接受B型或O型的血液。
- AB型血的人的紅血球表面同時有A型及B型抗原；他們的血清不會產生對抗A型或B型抗原的抗體。因此，若在受血前有將送血者血液中的抗體分離的話，AB型血的人是全適受血者。然而，他們只可捐血予同樣血型的人，例如，AB型的人只可以捐血給AB型的人。
- O型血的人紅血球表面A或B型抗原都沒有。他們的血清對兩種抗原都會產生抗體。因此，若在受血前有將送血者血液中的抗體分離的話，O型血的人是全適捐血者。然而，他們只可接受來自同樣血型的血，例如，O型的人只能接受O型的血。

基本上，O型是世界上最常見的血型。但在某些地方，如挪威、芬蘭、土耳其、日本，A型血型的人較多。A型抗原一般比B型抗原較常見。AB型血型因為要同時有A及B抗原，故此亦是ABO血型中最少的。ABO血型分布跟地區及種族有關。
人類為何會對未接觸過的抗原產生抗體的原因未知。一般相信可能是與某些細菌的抗原跟A及B型的糖蛋白相似有關。

### Rh血型系统
血液中另一主要特點是恒河猴因子，恒河猴因子（Rh血型系统）也被读作Rh抗原、Rh因子，因与恒河猴紅血球上的抗原相同得名，最初於1940年被發現。每個人的紅血球上只可能有或沒有Rh因子，通常會與ABO結合起來，寫的時候放在ABO血型後面，此常常省略Rh，只保留+或-號，比如A+，B-等等。當中O+型（即O型血，Rh陽性）最常見。
- Rh+，称作“Rh阳性”或“Rh显性”，表示人类紅血球“有Rh因子”；
- Rh-，称作“Rh阴性”或“Rh隐性”，表示人类紅血球“没有Rh因子”。

ABO血型中配合Rh因子是非常重要的，錯配（Rh+的血捐給Rh-的人）會導致溶血。不過Rh+的人接受Rh-的血是沒有問題的。
和ABO血型系统的抗体不同，Rh血型系统的抗体比较小，可以透过胎盘屏障。當一名Rh- 的母親懷有一個Rh+的嬰兒，然後再懷有第二個Rh+的嬰兒，就可能出現Rh症（溶血病）。母親於第一次懷孕時產生對抗Rh+紅血球的抗體。在第二次懷孕時抗體透過胎盤把第二個嬰兒的血液溶解，一般稱新生嬰兒溶血症。這反應不一定發生，但如果嬰兒有A或B抗原而母親沒有則機會較大。以往，Rh因子不配合會引起小產或母親死亡。以前多數會以輸血救治剛出生的嬰兒。現在一般會24小時內以抗Rh（+）的藥物注射醫治，最常見為Rhogam或Anti-D。每位Rh-的懷孕母親的嬰兒的血型都要找出，如果是Rh+的話，母親便要注射Anti-D。用意為在母體產生抗體前先將抗原消滅，使母體記憶性B細胞不致記憶並自行產生大量抗體。
在華人當中，屬於彌猴因數（簡稱Rh）負型血的比例約為1:370，但在白種人（高加索人種）則所占的比例較高，大約每七個人當中便有一位是Rh負型的。

### 其他血型系统

#### Hh/孟買血型系统
血型屬於罕見的孟買表現型的人，因為紅血球上沒有H蛋白物質，所以沒有A或B抗原。但他們的血清會產生對抗H物質的抗體，而H物質是孟買表現型以外，所有血型的紅血球都有的。故此，孟買表現型的人只可接受相同血型的血。
由於孟買型血型非常罕有，而他們又不能接受其他血型，因此急需輸血的孟買型血型人很可能找不到捐血者。
表現血型為O型的人，有可能其實是孟買血型。他們本來從第九對染色體遺傳到的A，B，O或AB其中一種ABO血型，但表現出來卻是沒有A或B抗原，就像是O型。這是因為他們在另一個基因：第十九對染色體上的H基因內遺傳了的一對隱性的等位基因（hh），因而不會產生H蛋白。而當沒有H蛋白，則A或B抗原都不能出現。
孟買型血型寫作Oh。雖然被寫作成O，這其實不是真正的O型的一種。最初1952年在孟買發現這種血型時，是因為並非A，B或AB型，才在檢測時被誤以為是O型。在孟買型最多的孟買，這類血型的出現頻率才約為一萬分之一。華人出現孟買型的機會更少。

#### 亞孟買血型系統
亞孟買血型的紅血球不會與抗A或抗B血清反應，但是其體液或血漿仍可分泌ABH抗原，對抗A或抗B血清有反應。
所以亞孟買血型會讓B型血型表現像O型血型，必須做「唾液試驗」才能確認是否是亞孟買血型或是純粹。
亞孟買血型沒有酶去為紅血球製造H抗原，但有另一種酶可以在分泌物（如口水）中製造H抗原，從而製造A或B抗原。

#### P血型系統
P血型系統將人類血型分為P1、P2、Pk1、Pk2及p五種表型。當中p型血液中會自然產生對抗PP1Pk抗體，是種非常罕見血型，全球人口盛行率小於0.001％，除日本、瑞典外，其它國家只有個案報告。

#### 米田堡血型系統
臺灣原住民阿美族中，有米田堡（Miltenberger，未進入國際標準血型）血型的比率高達95%，臺灣一般族群也有約3～6%的機率。米田堡血型的複雜性很高又很特別，在世界上白種人與日本人具有米田堡血型的比例約百萬分之一，但在中國大陆東南沿海，東南亞大陸或島嶼（泰國、越南、馬來西亞），該血型的比例較前者高。
在臺灣引起新生嬰兒溶血症及嚴重的輸血反應是米田堡血型，有米田堡抗體的人數是Rh的二十倍。以輸血而言，米田堡血型和Rh血型在臺灣，是一樣重要的。

### 其他
另外还有Langereis血型和Junior血型。迄今发现有超过5万日本人的血型是Junior阴性，导致这两种血型的血红蛋白为分别为ABCB6和ABCG2。

## 遺傳
血型的遗传一般條件下遵守孟德尔定律，但也有突變等情況發生，不能從一而論。

### ABO血型系统的遗传
一般來說ABO血型系统的遗传是单基因决定的。ABO基因位于9号染色体的长臂上(9q34)，有三个主要的等位基因IA(A)、IB(B)和i(O)。IA和IB的产物是具有活性的酶（酵素），分别催化A抗原和B抗原的合成，而等位基因i 的产物不具有酶活性，无法催化A、B抗原合成。由于人类染色体是双倍体，一个人通常只能拥有三个等位基因中的两个，分别来自父母双方。这两个等位基因的类型，即血型的基因型(genotype)，决定了人类血型的表型(phenotype)。
IA和IB对i 均为显性，故而只有基因型是ii 的人才有O型血，基因型是IAIA或IAi 的人是A血型，基因型是IBIB或IBi的人是B血型。而IA和IB是共显性，因此基因型是IAIB的人具有A、B两种抗原，即AB血型。
在少數情況，IA基因有時會因上游基因的抑制而不表現，成為O型。
一般情况下，如果父母双方均为O型血，子女將最有可能是O型；如果父母有一方是AB型血，子女不太可能是O型；A型和O型血的父母不太可能生育B型或AB型血的子女，B型和O型血的父母不太可能生育A型或AB型血的子女；如果父母有一方是O型，子女不太可能是AB型。参看下列表格：
|    | A                | B                | AB           | O       |
| -- | ---------------- | ---------------- | ------------ | ------- |
| A  | - A - O          | - A - B - AB - O | - A - B - AB | - A - O |
| B  | - A - B - AB - O | - B - O          | - A - B - AB | - B - O |
| AB | - A - B - AB     | - A - B - AB     | - A - B - AB | - A - B |
| O  | - A - O          | - B - O          | - A - B      | - O     |

|    | A        | B        | AB       | O            |
| -- | -------- | -------- | -------- | ------------ |
| A  | - B - AB |          | - O      | - B - AB     |
| B  |          | - A - AB | - O      | - A - AB     |
| AB | - O      | - O      | - O      | - AB - O     |
| O  | - B - AB | - A - AB | - AB - O | - A - B - AB |

以統計學觀點，德国哥廷根大学数理统计学著名的血型研究者F.贝尔斯泰教授稱：「原始时期的类人猿都是O型血，后来突然相继变异为A和B两种，随着时间的推移，最初仅有的O型血分裂出A型和B型。」A型和B型的结合产生出新的O型、A型、B型和AB型。圖表佔絕大數據，但有極少機率出現偽O型。

### Rh血型系统的遗传
Rh是由第一對染色體上一對有兩個等位的基因所控制。Rh+是顯性，Rh-是隱性。
| 父母Rh | 子女可能 | 子女不太可能 |
| ------ | -------- | ------------ |
| +及+   | +、-     |              |
| +及-   | +、-     |              |
| -及-   | -        | +            |

## 相容的血型
捐血及接受血型者的血型必須相容。下表列出各相容的血型（有 者可配合）。例如，A-的人可接受O-或A-，可捐給AB+，AB-，A+或A-。
一般來說，O-型是全適型捐血者，他們的血可捐給任何人（臨床實際仅在特殊紧急情况下會少量輸入異型血用於急救，度過危險期後仍然會堅持使用同型血，因為异种血型输入可能会造成严重溶血反应）。所以血庫及醫院對O-型血要求最多。AB+型血是全適受血者，可接受任何血型。不過大量的異型輸血仍然會有副作用，因此在可能情況下，輸同型的血液仍然是比較理想。
| 受  | 供 | 供 | 供 | 供 | 供 | 供 | 供  | 供  |
| 受  | O− | O+ | A− | A+ | B− | B+ | AB− | AB+ |
| --- | -- | -- | -- | -- | -- | -- | --- | --- |
| O−  |    |    |    |    |    |    |     |     |
| O+  |    |    |    |    |    |    |     |     |
| A−  |    |    |    |    |    |    |     |     |
| A+  |    |    |    |    |    |    |     |     |
| B−  |    |    |    |    |    |    |     |     |
| B+  |    |    |    |    |    |    |     |     |
| AB− |    |    |    |    |    |    |     |     |
| AB+ |    |    |    |    |    |    |     |     |

## 分佈
不同種族，地區的人的血型分佈都不一樣。同一種族中不同的族群也會有差別。一般地方都是O+最常見，AB-最少。
B等位基因分佈最多的地方是在亞洲中部，其次是非洲，美洲和澳大利亚則相對地少，在世界上，B等位基因是ABO血型等位基因中最少的，只有16%的人口。A等位基因則。較B等位基因多些，佔世界總人口約21%，他們分佈的地方比較散，例如蒙大拿州印第安人的黑腳族(30%－35%)，澳洲原住民（許多群族40%－53%），斯堪的納維亞地區北部的拉普人，或者薩米人(50%－90%)，中南美洲的印第安人裡則幾乎沒有A等位基因。至於O血型則是世界上最常見的，約佔63%的人口，他們主要集中在中南美洲，那裡接近100%的人是O血型，其次是澳洲原住民和西歐地區（尤其是凱爾特人），東歐和亞洲中部則較少。
| 血型 | 香港   | 澳門 | 秘魯的美洲原住民 | 瑞典 | 北京 | 台灣 |
| ---- | ------ | ---- | ---------------- | ---- | ---- | ---- |
| O    | 41.83% | 42%  | 100%             | 38%  | 29%  | 44%  |
| A    | 26.30% | 26%  | 0%               | 47%  | 27%  | 26%  |
| B    | 25.48% | 26%  | 0%               | 10%  | 32%  | 24%  |
| AB   | 6.40%  | 6%   | 0%               | 5%   | 13%  | 6%   |

下表是世界范围内一些国家和地区人群的ABO与Rh血型系统的平均表型频率：
| 国家／地区       | O+     | A+     | B+     | AB+   | O−    | A−    | B−    | AB−   |
| ---------------- | ------ | ------ | ------ | ----- | ----- | ----- | ----- | ----- |
| 香港             | 41.51% | 26.13% | 25.34% | 6.35% | 0.32% | 0.17% | 0.14% | 0.05% |
| 澳門             | 41%    | 25.2%  | 25.6%  | 6.5%  | 0.7%  | 0.6%  | 0.3%  | 0.1%  |
| 大韓民國（南韓） | 35.2%  | 28.1%  | 26.1%  | 11.3% | 0.1%  | 0.1%  | 0.1%  | 0.05% |
| 以色列           | 32%    | 34%    | 17%    | 7%    | 3%    | 4%    | 2%    | 1%    |
| 土耳其           | 29.8%  | 37.8%  | 14.2%  | 7.2%  | 3.9%  | 4.7%  | 1.6%  | 0.8%  |
| 克什米尔         | 36.5%  | 22.2%  | 30.9%  | 6.4%  | 2%    | 0.8%  | 1.1%  | 0.2%  |
| 澳大利亚         | 40%    | 31%    | 8%     | 2%    | 9%    | 7%    | 2%    | 1%    |
| 奥地利           | 30%    | 33%    | 12%    | 6%    | 7%    | 8%    | 3%    | 1%    |
| 比利时           | 38%    | 34%    | 8.5%   | 4.1%  | 7%    | 6%    | 1.5%  | 0.8%  |
| 加拿大           | 39%    | 36%    | 7.6%   | 2.5%  | 7%    | 6%    | 1.4%  | 0.5%  |
| 丹麦             | 35%    | 37%    | 8%     | 4%    | 6%    | 7%    | 2%    | 1%    |
| 爱沙尼亚         | 30%    | 31%    | 20%    | 6%    | 4.5%  | 4.5%  | 3%    | 1%    |
| 芬兰             | 27%    | 38%    | 15%    | 7%    | 4%    | 6%    | 2%    | 1%    |
| 法国             | 36%    | 37%    | 9%     | 3%    | 6%    | 7%    | 1%    | 1%    |
| 德国             | 35%    | 37%    | 9%     | 4%    | 6%    | 6%    | 2%    | 1%    |
| 冰岛             | 47.6%  | 26.4%  | 9.3%   | 1.6%  | 8.4%  | 4.6%  | 1.7%  | 0.4%  |
| 新西兰           | 38%    | 32%    | 9%     | 3%    | 9%    | 6%    | 2%    | 1%    |
| 挪威             | 34%    | 42.5%  | 6.8%   | 3.4%  | 6%    | 7.5%  | 1.2%  | 0.6%  |
| 波兰             | 31%    | 32%    | 15%    | 7%    | 6%    | 6%    | 2%    | 1%    |
| 沙特阿拉伯       | 48%    | 24%    | 17%    | 4%    | 4%    | 2%    | 1%    | 0.23% |
| 西班牙           | 36%    | 34%    | 8%     | 2.5%  | 9%    | 8%    | 2%    | 0.5%  |
| 瑞典             | 32%    | 37%    | 10%    | 5%    | 6%    | 7%    | 2%    | 1%    |
| 英國             | 37%    | 35%    | 8%     | 3%    | 7%    | 7%    | 2%    | 1%    |
| 愛爾蘭           | 47%    | 26%    | 9%     | 2%    | 8%    | 5%    | 2%    | 1%    |
| 美国             | 37.4%  | 35.7%  | 8.5%   | 3.4%  | 6.6%  | 6.3%  | 1.5%  | 0.6%  |

## 社會與文化
當今，在多個東亞地區（尤其是日本和韓國）流行的偽科學信仰是，一個人的ABO血型可以預測他們的性格和與他人的兼容性等。 研究者至今仍未確立血型人格分類的科學依據，有關研究也沒有發現“人格和血型之間存在顯著關係，使該理論“過時”，並得出結論認為，不存在假設人格與血型隨機相關的結論”。

## 外部連結
- 不同種族的血型分佈
- 香港紅十字會輸血服務中心 （页面存档备份，存于）
- 台灣血液基金會 （页面存档备份，存于）